# Faro di Portofino
Il faro di Portofino è un faro situato a Portofino, in Liguria, all'interno della riserva marina di Portofino. 

## Architettura
Costruita nel 1870, la torre è alta 12 metri, ha forma piramidale ed è collegata a un fabbricato a due piani, un tempo adibito ad alloggio del farista. La luce del faro è fissa e produce un lampo bianco ogni cinque secondi, visibile a una distanza di 16 miglia nautiche. Il faro è completamente automatizzato ed è gestito e presidiato dalla Marina Militare.

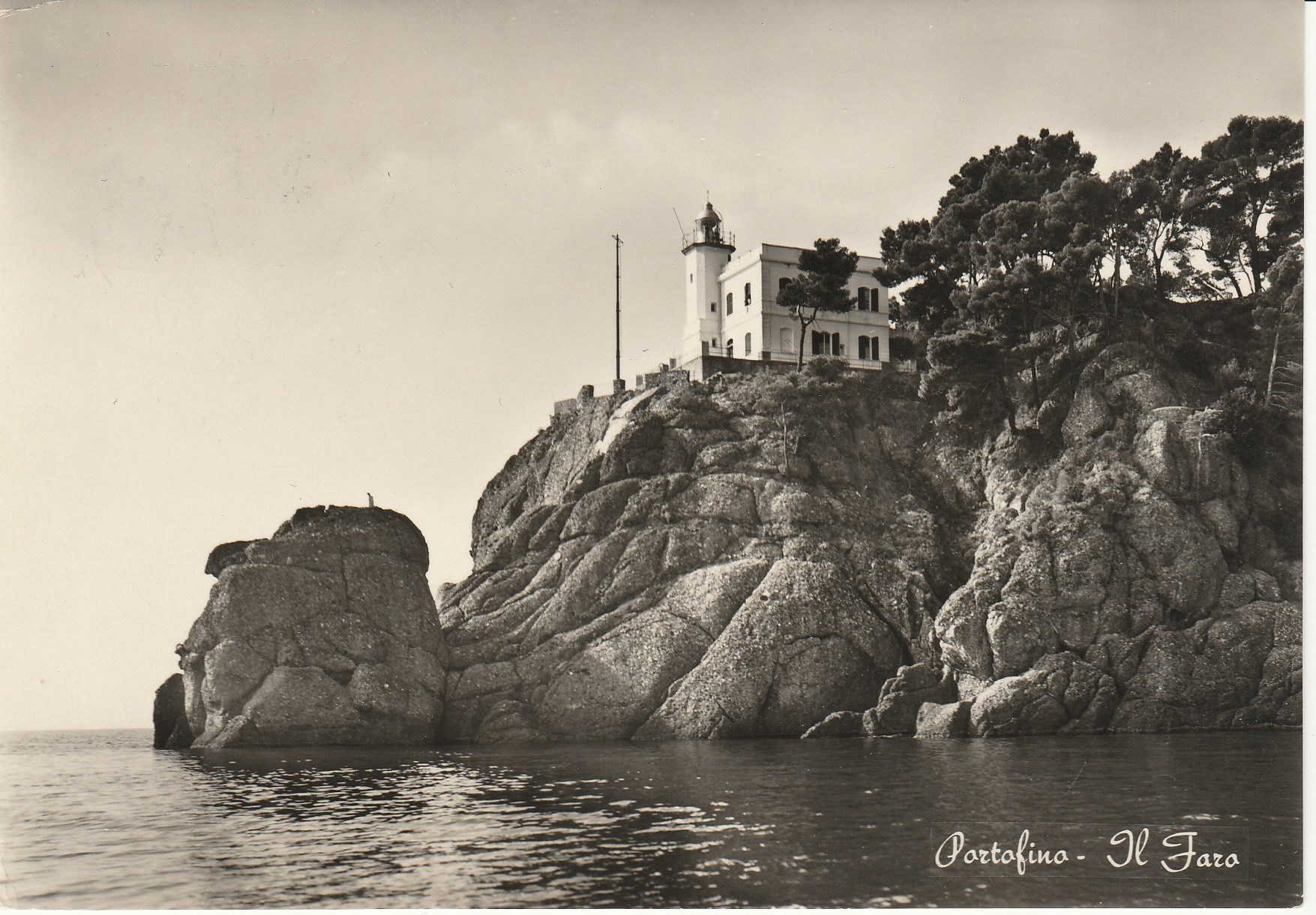
Faro di Portofino nel 1951

## Fanalisti
| Inizio | Fine | Fanalista                  |
| ------ | ---- | -------------------------- |
| 1884   | 1892 | Alberto Grandi             |
| 1915   | 1922 | Gianuario Porqueddu        |
| 1920   | 1922 | Giovanni Battista Piaggi   |
| 1920   | 1921 | Giovanni Del Nevo          |
| 1922   | 1934 | Vittorio Porqueddu         |
| 1926   | 1933 | Giuseppe Carabici          |
| 1928   | 1928 | Quinto Quintavalle         |
| 1928   | 1928 | Angelo Ferro               |
| 1933   | 1934 | Francesco Benincasa        |
| 1934   | 1934 | Ido Paoli                  |
| 1938   | 1940 | Generoso Bruni             |
| 1940   | 1941 | Giuseppe Francesco Martini |
| 1940   | 1940 | Umberto Godano             |
| 1940   | 1941 | Giuseppe Ostinelli         |
| 1940   | 1946 | Giovanni Quintavalle       |
| 1942   | 1942 | Orlando Casani             |
| 1946   | 1946 | Bruno Quintavalle          |
| ???    | ???  | Davide Criscuolo           |
| 1968   | 1982 | Bartolo Simonetti          |
| 1978   | 1987 | Renzo Fiorentini           |
| 1979   | 1981 | Eugenio Landi              |
| 1979   | 1985 | Mario Porqueddu            |
| 1981   | 1986 | Antonino Rizzo             |
| 1981   | 1986 | Luciano Perotto            |
| 1985   | 1986 | Piero Congedo              |